# 독고천하
《독고천하》(중국어 간체자: 独孤天下, 정체자: 獨孤天下, 병음: Dúgū Tiānxià 두구톈샤[*], The Legend of Dugu)는 중국의 텔레비전 드라마이다.

## 줄거리
남북조 시대 북주의 독고신의 세 딸이 "독고천하"의 예언을 받으며 일어나는 이야기를 그린 드라마이다.

## 등장 인물
- 후빙칭 - 독고가라(獨孤伽羅) 역
- 장단펑 - 양견(楊堅) 역
- 안이쉬안 - 독고반야(獨孤般若) 역
- 쉬정시 - 우문호(宇文護) 역
- 잉하오밍 - 우문옹(宇文邕) 역
- 쩌우팅웨이 - 우문육(宇文毓) 역
- 리이샤오 - 독고만타(獨孤曼陀) 역
- 황원하오 - 독고신(獨孤信) 역
- 리루이차오 - 우문각(宇文覺) 역
- 장쯔쉬안 - 이아자(李娥姿) 역
- 양차이잉 - 원황후(元皇后) 역
- 황쯔시 - 아사나송(阿史那頌) 역
- 가오쓰원(아역 치신루이) - 양여화(楊麗華) 역
- 루싱위 - 이병(李昞) 역
- 루칭후이 - 양충(楊忠) 역
- 스닝 - 조귀(趙貴) 역
- 위쯔콴 - 울지형(尉遲逈) 역
- 뤼이 - 육정(陸貞) 역